# Too Much Information (альбом)
Too Much Information — пятый студийный альбом британской рок-группы Maxïmo Park. Он был выпущен 3 февраля 2014 года на лейбле Daylighting в Великобритании и Vertigo Records в Европе. Трек «Brain Cells» был выпущен на радиостанциях в качестве промо-сингла в конце 2013 года, за ним последовали физические релизы синглов «Leave This Island» и «Midnight On The Hill». Композиция «Give, Get, Take» была выпущена в качестве цифрового сингла в конце 2014 года.
Альбом получил положительные отзывы музыкальной критики и интернет-изданий.

## История
Основная часть альбома была записана под руководством гитариста Дункана Ллойда в собственной студии группы в Ньюкастле в конце 2013 года, но первоначально запись началась в студии Питера и Дэвида Брюисов из Field Music. В одном из интервью фронтмен Пол Смит рассказал о том, что братья привнесли в некоторые треки, над которыми они работали для альбома:
Дэйв как бы взял на себя бразды правления в плане инженерии. Он говорил: «Какой звук вы хотите», а мы отвечали: «Да, может быть, круглый бас». Питер Брюис сыграл немного на маримбе в паре песен. Так что они добавили немного своих музыкальных знаний ко всему этому
Более ранняя, урезанная версия «Is It True?» была представлена в качестве B-сайда к синглу «Hips And Lips» с альбома The National Health. Во время кампании по продвижению альбома Too Much Information на 7-дюймовом виниле в рамках Record Store Day 2014 был выпущен двойной А-сингл «Random Regrets / On The Sly», состоящий из двух отрывков с сессий записи альбомов The National Health и Too Much Information соответственно. Интересной особенностью этого релиза является то, что на всех отпечатанных копиях из-за заводской ошибки этикетки были наклеены не на те стороны пластинки.

## Отзывы
| Совокупная оценка | Совокупная оценка |
| Источник          | Оценка            |
| ----------------- | ----------------- |
| Metacritic        | 62/100            |
| Оценки критиков   |                   |
| Источник          | Оценка            |
| Alternative Press | [ 4 ]             |
| Altsounds         | 51%               |
| Slant Magazine    | [ 6 ]             |
| NME               | [ 7 ]             |
| Pitchfork         | 6.1/10            |

Альбом получил положительные отзывы музыкальной критики и интернет-изданий. На Metacritic, сайте-агрегаторе рецензий, который собирает рецензии из основных изданий и выставляет средневзвешенный балл из 100, альбом получил 62 балла на основе нескольких рецензий критиков. Эта оценка означает «в целом положительное мнение».
В Alternative Press Тим Каран оценил альбом в три с половиной звезды из пяти, отметив: «Хотя прошлые альбомы Maxïmo Park, безусловно, отличались разнообразием, они часто жертвовали сплоченностью в процессе; однако Too Much Information имеет именно тот баланс глубины, зрелости и последовательности, который обеспечивает успех». NME поставил альбому 7/10, похвалив успех группы на фоне «антигитарной стрельбы».

## Список композиций
Все тексты написаны Paul Smith, вся музыка создана Duncan Lloyd, кроме указанных.
| №                   | Название                        | Автор(ы)                    | Длительность |
| ------------------- | ------------------------------- | --------------------------- | ------------ |
| 1.                  | «Give, Get, Take»               |                             | 3:20         |
| 2.                  | «Brain Cells»                   |                             | 3:08         |
| 3.                  | «Leave This Island»             | Lukas Wooller               | 4:00         |
| 4.                  | «Lydia, The Ink Will Never Dry» |                             | 3:02         |
| 5.                  | «My Bloody Mind»                |                             | 3:42         |
| 6.                  | «Is It True?»                   | Archis Tiku, Wooller, Lloyd | 3:45         |
| 7.                  | «Drinking Martinis»             |                             | 3:31         |
| 8.                  | «I Recognise the Light»         |                             | 2:15         |
| 9.                  | «Midnight on the Hill»          |                             | 4:05         |
| 10.                 | «Her Name Was Audre»            |                             | 2:00         |
| 11.                 | «Where We’re Going»             | Lloyd, Smith                | 2:43         |
| Общая длительность: | Общая длительность:             | Общая длительность:         | 35:31        |

| №   | Название            | Автор(ы) | Длительность |
| --- | ------------------- | -------- | ------------ |
| 12. | «Out Of Harm’s Way» | Wooller  | 3:10         |

| №   | Название                                             | Длительность |
| --- | ---------------------------------------------------- | ------------ |
| 12. | «M.O.R. In Dylan's Bar»                              | 2:41         |
| 13. | «Give, Get, Take» (Lukas Wooller’s Brute Acid Remix) | 5:47         |

## Мини-альбом делюксового издания каверов
1. «Middlesbrough Man» (основано на Edinburgh Man, изначально исполненного группой The Fall) — 4:00
2. «I’ll Be Here in the Morning» (изначально от Townes Van Zandt) — 3:02
3. «Lover, Lover, Lover» (изначально от Leonard Cohen) — 3:29
4. «Northern Sky» (изначально от Nick Drake) — 3:43
5. «Final Day» (изначально от Young Marble Giants) — 2:00
6. «Fade Into You» (изначально от Mazzy Star) — 4:34
7. «On The Sly» (бонусный трек iTunes) — 3:25